# 후지타니 아야코
후지타니 아야코(藤谷 文子, 1979년 12월 7일~)는 일본 오사카부 오사카시 요도가와구 출신 배우이자 소설가, 수필가이다. 아버지는 배우 스티븐 시걸이다. 어머니는 후지타니 미야코이다.

## 출연

### 영화
- 가메라: 대괴수 공중 결전(1995년)
- 가메라 2: 레기온 내습(1996년)
- 가메라3: 사신 이리스의 각성(1999년)
- 도쿄!(2008년)

### 드라마
- 후루하타 닌자부로 시즌 2, 제2화(1996년)
- 아타미의 수사관(2010년)
- 페이스 메이커 제11화, 12화(2010년)